# Partido de Ação Nacional (México)
O Partido da Ação Nacional, (em espanhol Partido Acción Nacional), conhecido pelo acrônimo PAN, é um dos maiores partidos políticos do México. Os membros deste partido se denominam como panistas. O PAN é um partido de direita, internamente existem diferentes correntes de pensamento, tanto de direita como de extrema-direita. No contexto da política e da sociedade mexicana, o enquadramento da direita não provem do PAN e sim da atuação do Partido Revolucionário Institucional, com uma política de centro-direita e mais de 80 anos no poder do país. Foi fundado em 16 de setembro de 1939 por Manuel Gómez Morín, com sede na Cidade do México. Seu lema é "Por uma pátria com ordem e generosa e uma vida melhor e mais digna para todos".
O PAN conta com os governos locais dos estados de Aguascalientes, Guanajuato, Querétaro, Chihuahua e Yucatán.

## História
Voltando do exílio em 1929, Manuel Gómez Morín, ex-reitor da Universidad Nacional Autónoma de México, se reuniu com alguns amigos entre eles, Mauricio Magdaleno, Germán del Campo, Fernando Azuela e outros ex-exilados por apoiar a candidatura presidencial do pensador e ex-ministro da educação José Vasconcelos contra o candidato oficial, se reuniram para tratar de convencer Vasconcelos da necessidade de fundar um partido político nacional, José Vasconcelos tinha outras ideias e não aceitou a proposta.
Em 1938, Gómez Morín viajou por todo o país a fim de convencer intelectuais e personalidades políticas para a criação de um partido político que conseguisse por um fim a desordem econômica e social que vivia o país. Em fevereiro de 1939 se formou um comitê organizador que deu o primeiro passo para a fundação do novo partido.
Em setembro de 1939 foi oficialmente criado o PAN, entre os fundadores estavam Efraín González Luna, Gustavo Molina Font, Manuel Herrera y Lasso, Aquiles Elorduy, Luis Calderón Vega.
O PAN reuniu originalmente a elite socioeconômica mexicana contra as reformas do Presidente Lázaro Cárdenas. Em particular, opôs-se a seu plano de educação secular gratuita, à nacionalização do petróleo e à reforma agrária. O partido, que na época incluía figuras pró-fascistas, defendeu a neutralidade do México durante a Segunda Guerra Mundial.
Nas eleições de 2000, o Partido Ação Nacional nomeou seu candidato, o ex-executivo da Coca-Cola, Vicente Fox, para a presidência, destituindo o PRI pela primeira vez. O novo governo, que havia prometido durante a campanha de abertura dos arquivos estatais sobre certos atos criminosos atribuídos ao PRI, finalmente fez um pacto com este último. O PRI negociou seu apoio a certas reformas em troca de impunidade. O PAN manteve o poder em 2006 com a eleição de Felipe Calderón.
O partido apresentou a candidatura de Ricardo Anaya Cortés para as eleições presidenciais de 2018, mas ele estava envolvido em casos de desvio de fundos e não conseguiu reunir o partido em torno dele. Em particular, ele não convenceu aqueles próximos ao ex-presidente Felipe Calderón, cuja esposa, Margarita Ester Zavala Gómez del Campo, correu como independente, antes de desistir.

## Doutrina política
Tradicionalmente o PAN segue os pensamentos característicos da direita política. Tem uma posição clara sobre diversos temas, especificamente se opõe categoricamente ao aborto e a qualquer método anticonceptivo que atente contra a vida humana, é a favor do livre comércio e considera que as estatais são pouco eficientes e deveriam ser administradas por empresas privadas interessados em sua prosperidade, desde 1998 pertence à Internacional Democrata Cristã, a organização política internacional que enquadra os partidos democratas-cristãos. O PAN é um dos partidos de evidente inclinação religiosa católica.

## Presidentes do PAN
- (1939 - 1949): Manuel Gómez Morín
- (1949 - 1956): Juan Gutiérrez Lascuráin
- (1956 - 1958): Alfonso Ituarte Servín
- (1958 - 1962): José González Torres
- (1962 - 1968): Adolfo Christlieb Ibarrola
- (1968 - 1969): Ignacio Limón Maurer
- (1969 - 1972): Manuel González Hinojosa
- (1972 - 1975): José Ángel Conchello
- (1975): Efraín González Morfín
- (1975): Raúl González Schmall
- (1975 - 1978): Manuel González Hinojosa
- (1978 - 1984): Abel Vicencio Tovar
- (1984 - 1987): Pablo Emilio Madero
- (1987 - 1993): Luis H. Álvarez
- (1993 - 1996): Carlos Castillo Peraza
- (1996 - 1999): Felipe Calderón Hinojosa
- (1999 - 2005): Luis Felipe Bravo Mena
- (2005 - 2008): Manuel Espino Barrientos

## Candidatos a Presidência da República
- (1952): Efraín González Luna
- (1958): Luis H. Álvarez
- (1964): José González Torres
- (1970): Efraín González Morfín
- (1976): Ernesto Rojo
- (1982): Pablo Emilio Madero
- (1988): Manuel Clouthier
- (1994): Diego Fernández de Cevallos
- (2000): Vicente Fox
- (2006): Felipe Calderón Hinojosa
- (2012): Josefina Vázquez Mota
- (2018): Ricardo Anaya Cortés

## Presidentes do México emanados do PAN
1. (2000 - 2006): Vicente Fox
2. (2006 - 2012): Felipe Calderón Hinojosa

## Resultados eleitorais

### Eleições presidenciais
| Data | Candidato                    | Votos                        | %                            | Status                       |
| ---- | ---------------------------- | ---------------------------- | ---------------------------- | ---------------------------- |
| 1946 | Nenhum candidato apresentado | Nenhum candidato apresentado | Nenhum candidato apresentado | Nenhum candidato apresentado |
| 1952 | Efráin González Luna         | 285 555                      | 7,8 (3.º)                    | Não Eleito                   |
| 1958 | Luis H. Álvarez              | 705 303                      | 9,4 (2.º)                    | Não Eleito                   |
| 1964 | José González Torres         | 1 034 337                    | 11,0 (2.º)                   | Não Eleito                   |
| 1970 | Efráin González Morfín       | 1 945 070                    | 14,0 (2.º)                   | Não Eleito                   |
| 1976 | Ernesto Rojo                 | 2 600 147                    | 13,7 (4.°)                   | Não Eleito                   |
| 1982 | Pablo Emilio Madero          | 3 700 045                    | 16,4 (2.º)                   | Não Eleito                   |
| 1988 | Manuel Clouthier             | 3 208 584                    | 16,8 (3.º)                   | Não Eleito                   |
| 1994 | Diego Fernández de Cevallos  | 9 146 841                    | 25,9 (2.º)                   | Não Eleito                   |
| 2000 | Vicente Fox                  | 15 989 636                   | 42,5 (1.º)                   | Eleito                       |
| 2006 | Felipe Calderón              | 15 000 284                   | 35,9 (1.º)                   | Eleito                       |
| 2012 | Josefina Vázquez Mota        | 12 786 647                   | 25,4 (3.º)                   | Não Eleito                   |
| 2018 | Ricardo Anaya                | 12,609,472                   | 22.3 (3.º)                   | Não Eleito                   |
| 2024 | Xóchitl Gálvez               | 16,502,697                   | 28.1 (3.º)                   | Não Eleito                   |

### Eleições legislativas

#### Câmara dos Deputados
| Data | M. Uninominal | M. Uninominal | M. Uninominal | M. Proporcional | M. Proporcional | M. Proporcional | Deputados | +/- | Status   |
| Data | Votos         | %             | +/-           | Votos           | %               | +/-             | Deputados | +/- | Status   |
| ---- | ------------- | ------------- | ------------- | --------------- | --------------- | --------------- | --------- | --- | -------- |
| 1946 |               |               |               | 51 312          | 2,2 (2º)        |                 | 4 / 147   |     | Oposição |
| 1952 | 301 986       | 8,3 (3º)      | 6,1           | 5 / 161         | 1               | Oposição        |           |     |          |
| 1958 | 749 519       | 10,2 (2º)     | 1,9           | 5 / 162         | Estável         | Oposição        |           |     |          |
| 1964 | 1 042 396     | 11,5 (2º)     | 1,3           | 20 / 210        | 15              | Oposição        |           |     |          |
| 1970 | 1 893 289     | 14,2 (2º)     | 2,7           | 20 / 213        | Estável         | Oposição        |           |     |          |
| 1976 | 1 358 403     | 9,0 (2º)      | 5,2           | 20 / 237        | Estável         | Oposição        |           |     |          |
| 1982 | 3 663 846     | 17,5 (2º)     |               | 3 786 348       | 17,4 (2º)       | 8,4             | 51 / 400  | 31  | Oposição |
| 1988 |               |               |               | 3 276 824       | 18,0 (2º)       | 0,6             | 101 / 500 | 50  | Oposição |
| 1994 | 8 664 834     | 25,8 (2º)     |               | 8 833 468       | 25,8 (2º)       | 7,8             | 119 / 500 | 18  | Oposição |
| 1997 | 7 698 840     | 26,6 (2º)     | 0,8           | 7 795 538       | 26,6 (2º)       | 0,8             | 121 / 500 | 2   | Oposição |
| 2000 | 14 212 476    | 38,2 (1º)     | 11,6          | 14 323 649      | 38,2 (1º)       | 11,6            | 224 / 500 | 103 | Governo  |
| 2003 | 8 189 699     | 31,8 (1º)     | 6,4           | 8 219 649       | 31,8 (1º)       | 6,4             | 151 / 500 | 73  | Governo  |
| 2006 | 13 784 935    | 33,4 (1º)     | 1,6           | 12 876 499      | 33,4 (1º)       | 1,6             | 206 / 500 | 55  | Governo  |
| 2009 |               |               |               |                 |                 |                 |           |     | Governo  |
| 2012 |               |               |               |                 |                 |                 |           |     | Oposição |
| 2015 |               | 18,7 (2º)     |               | 7 651 270       | 20,9 (2º)       |                 | 107 / 500 |     | Oposição |
| 2018 | 499 288       | 1,1 (8º)      | 17,6          | 7 897 600       | 18,1 (2º)       | 2,8             | 79 / 500  | 28  | Oposição |
| 2021 | 3 716 203     | 7,9 (4º)      | 6,8           | 8 680 994       | 18,3 (2º)       | 0,2             | 114 / 500 | 35  | Oposição |

#### Senado
| Data | M. Uninominal     | M. Uninominal     | M. Uninominal     | M. Proporcional   | M. Proporcional   | M. Proporcional | Senadores | +/- |
| Data | Votos             | %                 | +/-               | Votos             | %                 | +/-             | Senadores | +/- |
| ---- | ----------------- | ----------------- | ----------------- | ----------------- | ----------------- | --------------- | --------- | --- |
| 1964 |                   |                   |                   | 1 001 045         | 11,2 (2.º)        |                 | 0 / 64    |     |
| 1970 | 1 889 157         | 14,3 (2.º)        | 3,1               | 0 / 64            | Estável           |                 |           |     |
| 1976 | 1 245 406         | 7,5 (2.º)         | 6,8               | 0 / 64            | Estável           |                 |           |     |
| 1982 | Não se apresentou | Não se apresentou | Não se apresentou | Não se apresentou | Não se apresentou |                 |           |     |
| 1988 | 3 293 460         | 18,1 (2.º)        |                   | 0 / 64            |                   |                 |           |     |
| 1994 | 8 805 038         | 25,7 (2.º)        | 7,6               | 25 / 128          | 25                |                 |           |     |
| 1997 | 7 881 121         | 26,9 (2.º)        | 1,2               | 33 / 128          | 8                 |                 |           |     |
| 2000 | 14 208 973        | 38,1 (1.º)        |                   | 14 339 963        | 38,2 (1.º)        | 11,3            | 60 / 128  | 27  |
| 2006 | 13 896 869        | 33,5 (1.º)        | 4,6               | 14 043 213        | 33,6 (1.º)        | 4,6             | 52 / 128  | 8   |
| 2012 |                   |                   |                   |                   |                   |                 |           |     |